# حبیب بی
حبیب بی (انگلیسی: Habib Beye؛ زادهٔ ۱۹ اکتبر ۱۹۷۷) یک بازیکن فوتبال اهل فرانسه است.
وی همچنین در تیم ملی فوتبال سنگال بازی کرده‌است.